# Carlo Rubbia
Carlo Rubbia, né le 31 mars 1934 à Gorizia en Frioul-Vénétie Julienne, est un physicien italien, colauréat avec Simon van der Meer du prix Nobel de physique de 1984, sénateur à vie de la République italienne depuis le 30 août 2013.
Il obtient le prix Galilée en 2008 (2e édition).

## Biographie
Carlo Rubbia est né dans la petite ville de Gorizia, en Italie. Après le lycée, il a étudié à la Faculté de physique à l’École normale supérieure de Pise où il soutint un mémoire (en fin de programme de second cycle universitaire) traitant des expériences sur le rayonnement cosmique. En 1958, il partit aux États-Unis pour élargir son expérience et se familiariser avec les accélérateurs de particules.
Vers 1960, il revint en Europe, attiré par le CERN, récemment créé, où il travailla à des expériences sur la structure des interactions faibles. Il fut nommé professeur de physique à l’université Harvard en 1970, mais continua à se rendre fréquemment en Europe pour travailler au CERN. En 1976, il proposa de modifier le Super synchrotron à protons (SPS) du CERN pour provoquer des collisions entre des protons et des antiprotons dans le même anneau. Ainsi fut construite la première fabrique d’antiprotons du monde. Le collisionneur commença à fonctionner en 1981 et, en janvier 1983, vint l’annonce, d’abord du détecteur UA1, que des particules W avaient été créées. Quelques mois plus tard, des particules Z, encore plus fugaces, furent également observés. L'année suivante, en 1984, Carlo Rubbia et Simon van der Meer partagèrent le prix Nobel de physique « pour leurs contributions décisives au grand projet, ce qui a permis la découverte des particules W et Z, transmetteurs de l'interaction faible ». C'est l'un des délais les plus courts entre une découverte et cette récompense.
Carlo Rubbia continua à travailler à la fois sur UA1 et comme professeur de physique à Harvard jusqu’en 1989, date à laquelle il accepta le poste de directeur général du CERN, fonction qu’il a exercée jusqu'en 1993.
En 2010, Rubbia enseigne à l’université de Pavie, en Italie, et préside l’ENEA.
L’astéroïde (8398) Rubbia a été nommé en son honneur.

### Sénateur à vie
Il est nommé sénateur à vie par le président Giorgio Napolitano le 30 août 2013, en même temps que Renzo Piano, Claudio Abbado et Elena Cattaneo.

## Réacteur au thorium
Carlo Rubbia a également inventé une conception unique pour un nouveau genre de réacteur nucléaire, l’amplificateur d’énergie. Cette conception, dont le principe de fonctionnement diminue drastiquement les risques, combine un accélérateur de particules avec un réacteur nucléaire sous-critique qui peut utiliser un élément abondant, le thorium, comme combustible et est surtout à l’abri d’une fission. En effet, un premier neutron le transforme en protactinium 233, qui après émission d'un Beta négatif, se transforme en uranium 233 fissile. La mutation du protactinium 233 vers l'uranium n'est pas instantanée et représente une relative protection contre un emballement. Pour que le réacteur fonctionne, il est indispensable d'avoir une source externe de neutrons. Il suffit d'arrêter ou d'éloigner cette source pour que la réaction s'arrête, ce qui est un gage de sécurité important. De plus, les déchets que produit cet équipement sont dangereux pendant une période beaucoup plus courte que les déchets issus des réacteurs conventionnels. Il est également capable de transformer des déchets à longue période de désintégration produits par des réacteurs nucléaires conventionnels en éléments moins dangereux. Parmi ses autres avantages, citons le réglage immédiat de la chaleur produite par réglage du flux de l'accélérateur, et l'impossibilité de faire des bombes nucléaires avec.

## Distinctions

### Décorations
- Chevalier grand-croix de l'ordre du Mérite de la République italienne
- Officier de la Légion d'honneur Il est fait officier en 1989

### Prix et récompenses
- 1984 : Prix Nobel de physique
- 1985 : Médaille Bakerian (en) de la Royal Society
- 1987 : Prix Frontino Montefeltro[4]
- 1989 : Médaille Dirac de l'Université de Nouvelle-Galles du Sud

### Doctoratshonoris causa
Il a obtenu plus de 30 doctorats honoris causa :
- Université de Genève, de la Faculté des Sciences (Suisse, 1983)[6]
- Université de Camerino en Mathématiques (Italie, 28 janvier 1987)[7]
- Université de Chicago en Sciences (États-Unis, 1987)[8]
- Université de Boston (États-Unis, 1988)
- Université polytechnique de Madrid (Espagne, 1er octobre 1992)[9]
- Université de Padoue en Physiques (Italie, 7 décembre 1992)[10]
- Université de Trieste en Ingénierie électrique (Italie, 12 septembre 1994)[11]
- Université de Bordeaux en Sciences et technologies (France, 1996)[12]
- Université de Chambéry (France, 8 décembre 1998)[13].
- Université de Turin (Italie, 27 février 2004)[14]
- Université d'Urbino « Carlo-Bo » en Ecologie, de la Faculté de Sciences de la Vie et de la Terre (Italie, 28 mars 2013)[15]
- Université pontificale catholique du Chili (Chili, 28 octobre 2008)[16]
- China University of Mining and Technology (en) (Chine, juillet 2011)[17]
- Université Saint John de Rome (en) (Italie)[18]
- Université pontificale catholique du Pérou (Pérou)